# Unión Rugby Osorno
El Unión Rugby Osorno (URO), corresponde a un equipo de rugby radicado en la ciudad de Osorno, Chile

## Historia
En agosto del 2012, los clubes Búfalos Rugby Club y Baguales de ULA, ambos de la ciudad sureña de Osorno, unen sus fuerzas para poder afrontar de mejor manera el campeonato ARUS, formando la Unión Rugby Osorno URO. Este proyecto de club fue posible gracias a los esfuerzos del Señor Marco Bahamonde Loustau y Sra Cristina Gallardo, del Señor Flavio Lagos y Sra Lucía Cárcamo y del Señor Cristian Navarro y Sra. Mariani Gómez, y el empuje que en todo momento le puso su primer presidente, el señor Rodrigo Beyer. 
Ese mismo año comienza la participación de URO en el torneo [ARUS] con la participación de equipos desde Temuco a Chiloé. 
En el año 2014 URO se corona por primera vez campeón del torneo de clausura y logra repetir su triunfo en el campeonato de apertura del 2015. Ambas finales fueron disputadas con Jabalíes Rugby Club de Puerto Varas.
Hoy gracias a un gran trabajo y compromiso de sus integrantes: a lo largo de su historia han generado escuelas de rugby en colegios y contado con equipos de rugby escolares, juveniles, adultos, rugby femenino y un equipo sénior. Además se ha logrado formar jugadores que han sido llamados a formar parte de selecciones nacionales M19 y de Seven Femenino, y se ha enviado a un jugador a una pasantía al club argentino Atlético del Rosario.
Actualmente el club trabaja gracias a la buena voluntad de dirigentes, profesores de educación física y de sus jugadores y con el importante apoyo de la Ilustre Municipalidad de Osorno, con el único fin de potenciar este deporte en la ciudad llevando a cabo programas de formación infantil, juvenil y femenino, organizando también campeonatos de seven escolar y adultos, festivales de rugby infantil, campeonato de seven femenino, Torneo Five de Pucatrihue. 
El club cuenta con integrantes en todas sus divisiones, entre jugadores activos y pasivos.

## Actualidad
URO prepara tercera versión del Seven Internacional de la Leche y la Carne, para enero de 2024

## Palmarés

### Torneos regionales

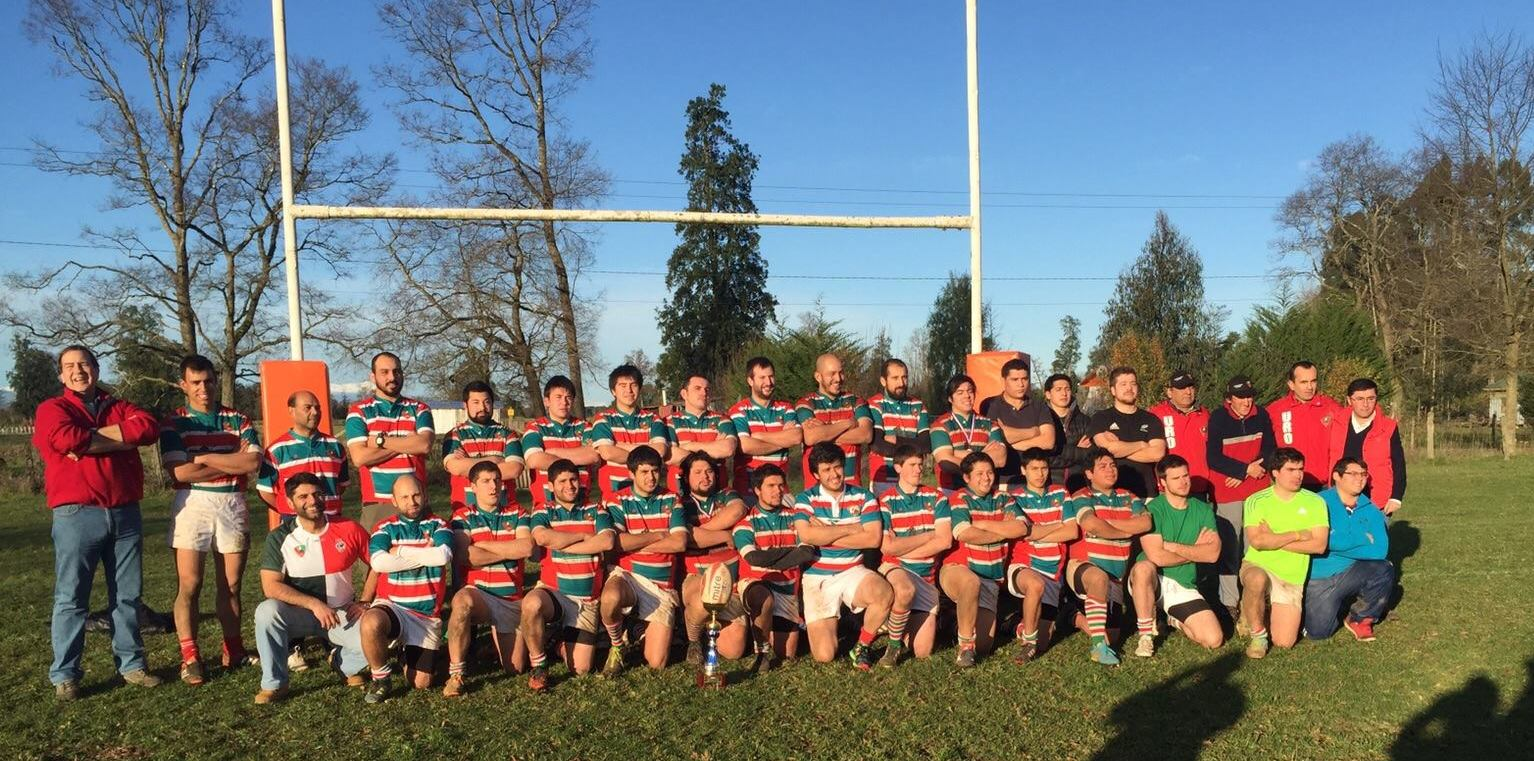
Unión Rugby Osorno, equipo campeón del apertura de la Liga ARUS 2015

- Liga ARUS (5): Clausura 2014, Apertura 2015, Clausura 2016, Apertura 2017, Clausura 2017.[1]
- Torneo Austral de Chile (Rugby) (1): 2015.[2]